# Contre vents et marées
Contre vents et marées (Gegen den Wind) est une série télévisée allemande en 52 épisodes de 45 minutes diffusée entre le 11 janvier 1995 et le 8 février 1999 sur ARD.
En France, la série a été diffusée à partir du 7 janvier 1998 sur TF1, et au Québec à partir de février 2000 à Séries+.

## Distribution
Toutes les saisons
- Ralf Bauer (de) (VF : Fabrice Josso) : Nikklas (Nicolas) Andersen
- Hardy Krüger Jr. (VF : Mathias Kozlowski) : Sven (Stéphane) Westermenn
- Henry van Lyck : John Westermenn
- Antonio Putignano (de) (VF : Olivier Cordina) : Rocky
- Katrin Weisser (de) (VF : Véronique Rivière) : Martina
- Axel Olsson : Polizist Glockner (Policier 1)
- Harald Burmeistern : Polizist (Policier 2)

Introduits lors de la saison 1
- Daniela Ziegler (de) : Christine Andersen
- Petra Bauersfeld : Rosie
- Christian Näthe (de) (VF : Alexis Tomassian) : Timo (Thomas)
- Heinrich Schmieder (de) : Boje (Paul)
- Hendrik Martz (de) (VF : Ludovic Baugin) : Tjard (Gérard)
- Tabea Tiesler (VF : Laurence Sacquet) : Tanja (Tania)
- Julia Heinemann (de) (VF : Barbara Tissier) : Britta (Brigitte)
- Rebecca Immanuel : Sonja (Sonia)
- Lissy Gräfin von Lambsdorff (VF : Odile Schmitt) : Irina Lambsdorff (Irène)
- Henry Hübchen : Lonzo
- Dennenesch Zoudé (de) (VF : Fatiha Chriette) : Sascha (Sarah)

Introduits lors de la saison 2
- Katja Woywood (VF : Valérie Siclay) : Julia (Julie)
- Ivana Kansy (VF : Hélène Chanson) : Iwana (Sylvianne)
- Michel Olivieri : Josepe Sandertino (Pépino)

Introduits lors de la saison 3
- Alexander Haugg (de) : Knut (Claude)
- Patrick Harzig (de) : Dennis
- Janin-Kristin Wehlan : Janin (Janine)
- Tabea Thomson : Katrin (Catherine)
- Janette Rauch (de) : Melissa
- Jessica Genz : Stine
- Ursula Buschhorn (de) : Vicky (Valérie)

Introduits lors de la saison 4
- Ricarda Reffo (de) : Stine (enfant)
- Julia Dahmen (de) : Yvonne
- Marco Girnth (de) : Patrick
- Sandra S. Leonhard (de) : Sascha (Sandra)

## Diffusion internationale
- Allemagne : Gegen den Wind
- France : Contre Vents et Marées
- Royaume-Uni : Against The Wind
- Italie : I ragazzi del windsurf

## Épisodes

### Première saison (1995)
1. Sabotage (Langfolge, 1re partie)
2. Règlement de comptes (Langfolge, 2e partie)
3. Une élève surdouée (Blindflug)
4. Le Sponsor (Der Sponsor)
5. La grande décision (Entscheidungen)
6. Pizza Amore (Pizza Amore)
7. La Coupe / L'Accident (Der Surfcup)
8. La Belle Nadia (Die rote Nadja)
9. Chacun sa route (Durch dick und dünn)
10. Sarah (Sara)
11. Le grand amour (Herzschmerz)
12. Le Phoque (Die Robbe)
13. Capitaine ! (Der Klabautermann)
14. Le Sang et les larmes (Blut und Tränen)
15. Quitte ou double (Alles oder nichts)
16. Philippe (Wer nicht hören will…)

### Deuxième saison (1996)
1. La Danse de l'amour (Liebesreigen)
2. Journée de pêche (In den Schuhen des Fischers)
3. Le Contrat (Der Auftrag)
4. Voyage à Maui (Maui)
5. Le Petit Prince (Der kleine Prinz)
6. Sonia (Sonja)
7. Les grosses vagues (Die große Welle)
8. L'Offre (Das Angebot)
9. La petite fugueuse (Die Ausreißerin)
10. Radio SPO (Talk Radio)
11. Méthamorphose (Miese Typen)
12. La Vengeance du pirate (Freibeuter der Meere)

### Troisième saison (1997)
1. Rocky seul contre tous (Rocky gegen den Rest der Welt)
2. Le Défi (Die Herausforderung)
3. Le Gourou (Deckname Bernstein)
4. Drôles de Fréquentations (Der Sport der Könige / Sport der Könige)
5. Le Destin ? (Schicksal ?)
6. Pour toi ! (Für Dich !)
7. Ne touchez pas à ma fille (Männerwirtschaft)
8. La Séparation (Aus, Schluß, vorbei)
9. Seul contre tous (Einer gegen alle)
10. Échanges de coups (Schlagabtausch)
11. Pêche interdite (Die Muschelfalle)
12. Une mauvaise influence (Bad Trip)
13. Amour fou (Amour Fou)

### Quatrième saison (1998)
1. Le Retour d'Yvonne (Harte Bandagen)
2. Chasseurs de Fantômes (Ghostbusters)
3. Entre deux eaux (Kampf am Kap)
4. Pères et impasses (Vertraue mir !)
5. L'Ombre de Sarah (Magische Momente)
6. Le Miracle de la vie (Ein neues Leben)
7. La Tentation (Die Versuchung)
8. La grande marée (Springflut)
9. Grain de Sable (Wo die Liebe hinfällt…)
10. Liberty Beach (Liberty Beach)
11. Cascade en eaux troubles (Sprung ins Risiko)
12. Passe disparu (Der Andere)
13. Pour l'honneur (Schatten der Vergangenheit)

## Autour de la série

### Personnages à double rôle
Deux acteurs ont eu le privilège de jouer deux rôles différents dans la série :
- Ivana Kansy dans la saison 1, épisode 5 Pizza Amore pour le rôle de Janette (Jeanette) que l'on retrouve par la suite à partir de la saison 2 en personnage récurrent de Sylvianne (la jeune femme qui travaille à l'hôtel Westermann au côté de John Westermann).
- Peter Heinrich Brix : Directeur de la Coopérative dans la saison 1, épisode Le sang et les larmes, on retrouve ce dernier comme pêcheur dans la saison 4, épisode 1, dans le rôle de Monsieur Jasper.

Toutefois, deux personnages ont quant à eux ont de multiples acteurs pour succéder à leurs rôles. Ce sont les enfants présents dans la saison 3 et 4.
- Christine Westermann surnommée Stine jouée successivement par ? (saison 3, de l'épisode 30 à 32), puis par Jessika Genz (saison 3, de l'épisode 33 à 40) et enfin par Ricarda Reffo (saison 4). Elle est l'enfant de Christine Anderson et John Westermann et donc petite sœur de Nik et Stéphane.
- Lucas Westermann : Enfant de Valérie (Vicky) et Stéphane (Sven). L'acteur est quant à lui inconnu.

### Générique
Générique audio
Il s'agit de Surfin' interprété par le groupe Smokie.
Générique vidéo
Ce dernier change tout au long des saisons avec l'apparition des nouveaux personnages à chaque saison. Toutefois, durant la saison 3, il y a plusieurs génériques différents et ces derniers ne contiennent pas forcément les bons personnages puisque ces derniers ont quitté la série dans l'épisode précédent. Sur l'ensemble de la série, il existe quatre génériques différents.
De plus, l'image qui annonce le titre des épisodes est différente en France de celle de l'Allemagne ou l'Italie. En effet, en France nous avons une image de véliplanchiste de l'épisode 19 saison 2 (Voyage à Maui) alors qu'en Allemagne et Italie, il s'agit de l'épisode 6 de la saison 1 (La Coupe / L'accident).

## Musiques

### Album Saison 1
Titre : Gegen den Wind -:- Année : 1995 -:- Production : Emi Electrola GmbH -:- Code : 7243 8 32258 2 8
1. Smokie - Surfin'
2. The Beach Boys - Good Vibrations
3. The Byrds - Mr Tambourine Man
4. The Troggs - Love Is All Around
5. The Monkees - Daydream Believer
6. Gary Puckett & The Union Gap (en) - Young Girl
7. Bobby Vee - Take Good Care of my Baby
8. The Mamas & The Papas - Dream a Little Dream of Me
9. Tommy James and the Shondells - Crimson And Clover
10. Fleetwood Mac - Albatros
11. Small Faces - Lazy Sunday
12. Amen Corner - If Paradise Is Half As Nice
13. The Animals - The House of the Rising Sun
14. Wanda Jackson - Let's Have A Party
15. Dion - The Wanderer
16. Gerry & The Pacemakers - You'll Never Walk Alone
17. Manfred Mann - Pretty Flamingo
18. The Hollies - He Ain't Heavy, He's My Brother
19. Canned Heat - Let's Work Together
20. Smokie - Like An Angel

### Album Saison 2
Titre : Gegen den Wind Folge 2 -:- Année : 1996 -:- Production : Emi Electrola -:- Code : 7243 8 54720 2 2
1. Sunshine - Surfin - Radio Version
2. Worlds Apart - Togethe Baby
3. M - People - One Night In Heaven
4. Robbie Williams - Fredom - Radio Edit
5. Hot Chocolate - You Sexy Thing - Remix
6. Bryan Ferry - Let's Stick Together
7. Robert Palmer - Looking For Clues
8. Huey Lewis And The News - I Want A New Drug
9. Ike & Tina Turner - Nutbush City Limits
10. The Knack - My Sharona
11. Edwyn Collins - A Girl Like You
12. The Doobie Brothers - Listen To The Music
13. Soulsister - The Way To Your Heart
14. The Pretenders - Don't Get Me Wrong
15. Thes Cars - Drive
16. Gary Moore - Still Got The Blues
17. The Mamas & The Papas - California Dreamin'
18. The Beach Boys - Wouldn't It Be Nice
19. Worlds Apart - Je Te Donne - Radio Version
20. Smokie - Surfin'

### Album Saison 3
Titre : Gegen den Wind Folge 3 -:- Année : 1997 -:- Production : Emi Electrola -:- Code : 7243 8 56175 2 2
1. Chris Rea - On The Beach - Album Version
2. Tina Turner - In Your Wildest Dreams - Album Version
3. Pet Shop Boys - Se a vida é - Thast's The Way Life Is
4. Blondie - Atomic - Diddy's 12 Mix
5. Centroy Feat - Girl You Know It's True - Radio Version
6. Los Del Mar - Macarena - Mar Fe Mix
7. Ex-It - Body Talk - Original 12 Mix
8. Harold Melvin & The Blue Notes - If You Don't Know Me By Now
9. Curtis Mayfield - So In Love
10. Seal - Kiss From A Rose
11. Lisa Loeb & Nine Stories - Stay - I Missed You
12. Timo Blunck & Katrin Weiber - One To Wonder
13. Kim Wilde - Chequered Love
14. Eternal - I Am Blessed
15. Nick Cave & The Bad Seeds And Kylie Minogue - Where The Wild Roses Grow
16. World Apart - Together Baby - Abspannmelodie
17. Smokie - Surfin'

### Album Saison 4
Titre : Gegen den Wind Folge 4 -:- Année : 1995 -:- Production : Emi Electrola GmbH -:- Code : 7243 8 32258 2 8
1. Smokie - Surfin'
2. The Beach Boys - I Get Around
3. Crowded House - Weather with You
4. Cher - Walking in Memphis
5. Zz Top - La Grange - Album Version
6. Sly & The Family Stone - Hot Fun in the Summertime
7. Wilson Pickett - Land of 100 Dances - Album Version
8. Maxim Rad - Numbers and Letters
9. Dusty Springfield - Son of a Preacher Man
10. Georgie Fame - Getaway
11. Backstreet Boys - Everybody (Backstreet's Back)
12. Everything But The Girl - Missing - Todd Terry Club Mix
13. R Kelly - I Believe I Can Fly - Radio Edit
14. Otis Redding - (Sittin' on) The Dock of the Bay
15. The O'Jays - Love Train
16. Bill Withers - Lean on Me
17. Herb Alpert - This Guy's in Love with You
18. Procol Harum - A Whiter Shade of Pale
19. The Beach Boys Boys - Darlin'
20. Tommy James & The Sondells - Mony Mony
21. Sly & The Family Stone - Dance to the Music
22. Booker T & The MG's - Green Onions - Album Version